# Rüdesheim am Rhein
Rüdesheim am Rhein är en liten stad med cirka 10 000 invånare, belägen vid Rhendalen i södra Tyskland.
Rüdesheim har en välkänd turistgata, Drosselgasse, som är en 3 meter smal och 144 meter lång gränd med små souvenirbutiker. Det finns också en linbana som går från turiststråket upp till statyn Niederwalddenkmal.
Även Rhen sätter sina spår i staden, vilket yttrar sig bland annat i en gångväg längs floden. Dessutom är många hotell och restauranger byggda med utsikt mot Rhen. Båttrafiken är omfattande från och till Rüdesheim; dels till staden Bingen am Rhein på andra sidan floden, men också långa kryssningar till städer längre bort.
Rüdesheim inbegriper stadsdelarna Kernstadt Rüdesheim, Eibingen mit den Siedlungen Windeck und Trift, Assmannshausen, Aulhausen och Presberg.
Som många andra städer i Tyskland har även Rüdesheim en årlig vinfest, "Rüdesheimer Weinfest".

## Bilder

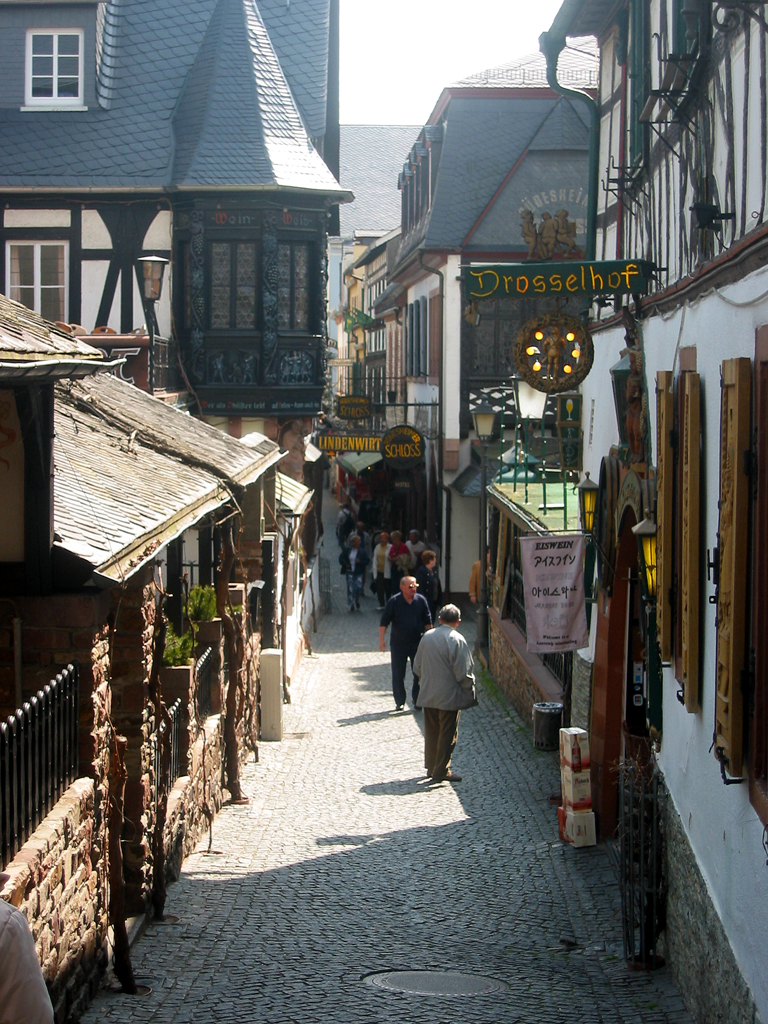
Drosselgasse.
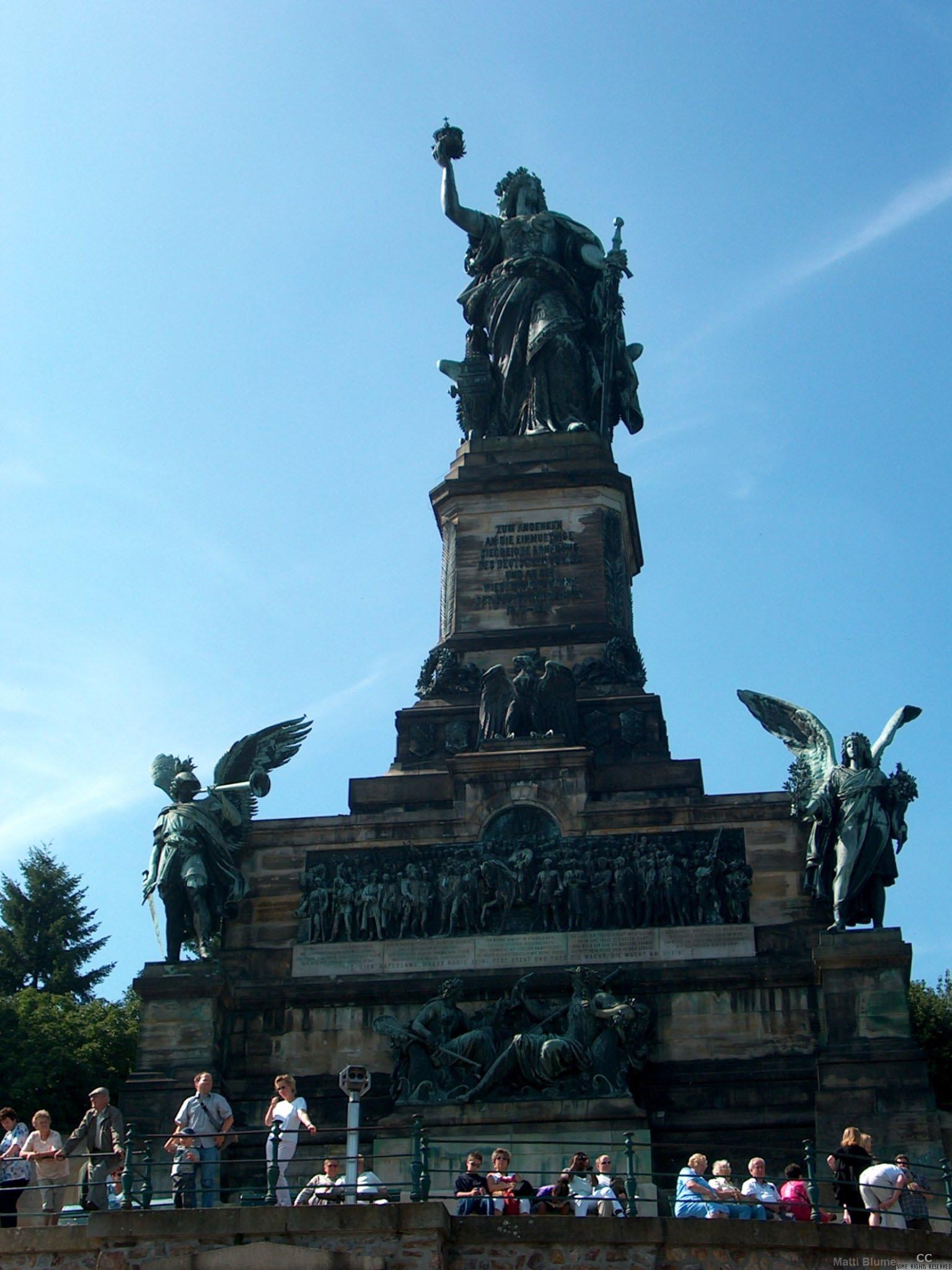
Niederwalddenkmal.